# Милан М. Рајовић
Милан М. Рајовић је поета и прозни писац. Рођен је 19. маја 1946. у Гњилом Потоку код Андријевице.

## Биографија
Одрастао је у сиромашној десеточланој породици. Са 21 годином иде на служење војног рока и, као дјетету са села, то му је било прво одвајање од куће и породице. Након тога, напушта свој завичај и одлази у Копенхаген. Највећи дио свога живота је провео у дијаспори.
Велики је хуманиста, спонзор и покровитељ многих хуманитарних друштава широм Црне Горе и Србије.
Члан је више књижевних и стваралачких Удружења. Аутор је књига прозе и поезије, које су наишле на добар пријем читалаца.